# Бейя Мпуту, Веро Чанда
Веро Чанда Бейя Мпуту (фр. Véro Tshanda Beya Mputu; род. XX век, Киншаса) — конголезская актриса. Известна тем, что сыграла главную роль в фильме режиссёра Алена Гомиса «Счастье», за которую получила несколько наград на международных кинофестивалях, среди которых звание лучшей актрисы Африки 2017 полученное от Африканской киноакадемии.

## Биография
Родилась в провинции Киншаса Демократической Республики Конго. Получила образование в области бизнеса и маркетинга, однако после окончания учёбы испытывала проблемы с поиском работы. После смерти родителей проживала у своей сестры в Киншасе довольствуясь случайными заработками, в частности, работала продавщицей одежды на улице. Имеет дочь, которую воспитывает без отца, погибшего в перестрелке в Киншасе.
В индустрию кино попала случайно, придя в 2016 году на кастинг актёров объявленный режиссёром Аленом Гомисом для фильма «Счастье». Приглянулась режиссёру и была утверждена на главную роль в фильме.
Фильм имел большой успех, получив Гран-при жюри на Берлинском кинофестивале в 2017 году, так же он был удостоен наград на Фестивале кино и телевидения стран Африки в Уагадугу.
Игра актрисы была отмечена отдельными призами на ряде фестивалей, среди которых можно выделить награду на Кинофестивале в Карфагене (Тунис) и Награду Африканской киноакадемии (Africa Movie Academy Awards) лучшей африканской актрисе 2017 года.
В 2018 году она была членом жюри Международного женского кинофестиваля в Сале (Марокко).

## Фильмография
- 2017 : «Счастье» режиссёр Ален Гомис: роль Félicité